# Montigny-Saint-Barthélemy
Montigny-Saint-Barthélemy är en kommun i departementet Côte-d'Or i regionen Bourgogne-Franche-Comté i östra Frankrike. Kommunen ligger i kantonen Précy-sous-Thil som tillhör arrondissementet Montbard. År 2022 hade Montigny-Saint-Barthélemy 82 invånare.

## Befolkningsutveckling
Antalet invånare i kommunen Montigny-Saint-Barthélemy
Referens:INSEE